# Megan Ellison
Megan Ellison, född 1986, är en amerikansk filmproducent och dotter till mångmiljardären Larry Ellison.
Hon grundade filmbolaget Annapurna Pictures 2011. I egenskap av producent har hon blivit nominerad till en Oscar för bästa film flera gånger, för Zero Dark Thirty (2012), Her (2013), American Hustle (2013), och Phantom Thread (2017).